# Smolec
Smolec [pronunciación en polaco: /ˈsmɔlɛt͡s/] es un pueblo ubicado en el distrito administrativo de Gmina Kąty Wrocławskie, dentro del Distrito de Wrocław, Voivodato de Baja Silesia, en el sur de Polonia occidental. Antes de 1945, era Schmolz, en Alemania.
Se encuentra aproximadamente a 12 kilómetros al noreste de Kąty Wrocławskie, y sólo a 1,2 kilómetros al suroeste de la capital regional Wrocław, dentro de su área metropolitana.

## Demografía
Tiene una población estimada de 2579 habitantes según datos recientes. Esta cifra representa un notable crecimiento del 124 % desde 1975, cuando contaba con apenas 1151 residentes.